# Глибко, Ирина Александровна
Ирина Александровна Глибко (укр. Іри́на Олекса́ндрівна Глібко́, 18 февраля 1990, Одесса — 28 августа 2024, Рымнику-Вылча[…]) — украинская гандболистка. Признана гандболисткой года в Украине сезона 2009-2010.

## Биография
Родилась в 1990 году в городе Одесса. Входит в состав женской сборной Украины по гандболу.
Игрок «Râmnicu Vâlcea» (Румыния).
Была чемпионкой Румынии в сезоне 2014/2015, выступая за «КСМ Бухарест». Представляет «Вилчу» с 2017 года, с командой выиграла чемпионат Румынии 2019 года.
В сезоне 2022/2023 в Еврокубке в активе имеет 72 гола. Вышла на второе место в перечне лучших бомбардирок Европейской лиги EHF сезона 2022/2023.
Умерла 28 августа 2024 года после борьбы с раком в течение нескольких лет